# Mistrzostwa Świata w Piłce Nożnej 2006 (eliminacje strefy AFC)
Poniższa lista przedstawia daty i wyniki eliminacji strefy AFC do Mistrzostw Świata w Piłce Nożnej 2006. 44 azjatyckie reprezentacje należą do FIFA, z czego Kambodża, Filipiny, Bhutan i Brunei nie brały udziału, a Mjanma została wyłączona od współzawodnictwa, więc ogólnie w eliminacjach brało udział 39 reprezentacji. Z tej strefy awansowały 4 reprezentacje: Arabia Saudyjska, Korea Południowa, Japonia i Iran.

## Zasady kwalifikacji
Kwalifikacje zostały podzielone na 3 rundy. Ostatnie 14 reprezentacji w rankingu FIFA zaczynały od rundy wstępnej. Zostały one podzielone na 7 par, z których do rundy drugiej awansowało 7 reprezentacji, które wygrały dwumecz. Dołączyły do 25 reprezentacji, które automatycznie zaczynały eliminację od rundy drugiej. W rundzie drugiej 32 reprezentacje zostały podzielone na 8 grup (po cztery drużyny każda). W grupach grają systemem każdy z każdym, mecz i rewanż. Do trzeciej rundy awansowało 8 drużyn.
W Trzeciej Rundzie 8 reprezentacji zostały podzielone na dwie grupy (po cztery drużyny każda). W grupach grają systemem każdy z każdym, mecz i rewanż. Dwa zespoły z największą liczbą punktów z każdej grupy zakwalifikowały się do finałów Mistrzostw Świata w Niemczech, a dwie drużyny, które zajęły drugie miejsca w swoich grupach zagrały w barażach. Zwycięzca barażów awansował do finału Mistrzostw Świata.

## Przebieg eliminacji

### Runda wstępna
Wyniki: 

19 listopada 2003, Aszchabad, Turkmenistan –  Turkmenistan 11-0 (6-0)  Islamska Republika Afganistanu 

22 listopada 2003, Kabul, Afganistan –  Islamska Republika Afganistanu 0-2 (0-0)  Turkmenistan 

Do drugiej rundy awansował Turkmenistan.
23 listopada 2003, Tajpej, Tajwan –  Chińskie Tajpej 3-0 (1-0)  Makau 

29 listopada 2003, Makau –  Makau 1-3 (0-1)  Chińskie Tajpej 

Do drugiej rundy awansowało Chińskie Tajpej.
26 listopada 2003, Dhaka, Bangladesz –  Bangladesz 0-2 (0-1)  Tadżykistan 

30 listopada 2003, Duszanbe, Tadżykistan –  Tadżykistan 2-0 (1-0)  Bangladesz 

Do drugiej rundy awansował Tadżykistan.
19 listopada 2003, Wientian, Laos –  Laos 0-0  Sri Lanka 

3 grudnia 2003, Kolombo, Sri Lanka –  Sri Lanka 3-0 (1-0)  Laos 

Do drugiej rundy awansowała Sri Lanka.
29 listopada 2003, Karaczi, Pakistan –  Pakistan 0-2 (0-1)  Kirgistan 

3 grudnia 2003, Biszkek, Kirgistan –  Kirgistan 4-0 (2-0) Pakistan 

Do drugiej rundy awansował Kirgistan.
29 listopada 2003, Ułan Bator, Mongolia –  Mongolia 0-1 (0-1)  Malediwy 

3 grudnia 2003, Male, Malediwy –  Malediwy 12-0 (4-0)  Mongolia 

Do drugiej rundy awansowały Malediwy.
Para Guam i Nepal zrezygnowała z udziału w eliminacjach. FIFA zdecydowała, że do drugiej rundy awansuje zespół o najlepszym bilansie, który przegrał dwumecz.
Do drugiej rundy awansował Laos.

### Druga runda

#### Grupa 1
Klasyfikacja:
Wyniki:

#### Grupa 2
Klasyfikacja:
Wyniki:

#### Grupa 3
Klasyfikacja:
Wyniki:

#### Grupa 4
Klasyfikacja:
Wyniki:

#### Grupa 5
Klasyfikacja:
Wyniki:

#### Grupa 6
Klasyfikacja:
Wyniki:

#### Grupa 7
Klasyfikacja:
Wyniki:

#### Grupa 8
Klasyfikacja:
Wyniki:

### Trzecia Runda

#### Grupa A
Klasyfikacja:
Wyniki:

#### Grupa B
Klasyfikacja:
Wyniki:

### Baraże

#### I runda
| 3 września 2005 | Taszkent | Uzbekistan | Uzbekistan | 1:0 | Bahrajn | Bahrajn |

Wynik nie został zatwierdzony przez FIFA, poprzez błąd sędziego. Mecz został rozegrany w innym terminie.
| 8 października 2005  | Taszkent | Uzbekistan | Uzbekistan | 1:1 (1:1) | Bahrajn    | Bahrajn    |
| 12 października 2005 | Manama   | Bahrajn    | Bahrajn    | 0:0 (0:0) | Uzbekistan | Uzbekistan |

Bahrajn awansował do II rundy barażów (Azja-CONCACAF).

#### II runda
Wyniki spotkań barażowych Azja-CONCACAF:
| 12 listopada 2005 | Port-of-Spain | Trynidad i Tobago | Trynidad i Tobago | 1:1 (0:0) | Bahrajn           | Bahrajn           |
| 16 listopada 2005 | Manama        | Bahrajn           | Bahrajn           | 0:1 (0:0) | Trynidad i Tobago | Trynidad i Tobago |

Do finałów Mistrzostw Świata awansował Trynidad i Tobago.